# Монти (Италия)
Мо̀нти (на италиански: Monti; на сардински: Mònte, Монте, на местен диалект Mònti, Монти) е малко градче и община в Южна Италия, провинция Сасари, автономен регион и остров Сардиния. Разположено е на 300 m надморска височина. Населението на общината е 2483 души (към 2010 г.).